# Mary Melone
Mary Melone S.F.A. (La Spezia, Italia, 1964) es una monja y teóloga especializada en  San Antonio de Padua. En 2014 fue propuesta por el cardenal Zenon Grocholewski como rectora de la Pontificia Universidad Antonianum y nombrada para este cargo por el papa Francisco, convirtiéndose en la primera mujer en llegar a este cargo en una universidad pontificia.

## Formación
Término su formación básica con una especialización en estudios clásicos, después de lo cual se unió a las Hermanas Franciscanas de la Beata Angelina donde tomó sus votos temporales en 1986, y profesó sus votos perpetuos en 1991. En 1992 obtuvo el título de pedagogía y filosofía de la Libera Università Maria Santissima Assunta (LUMSA) con su tesis sobre "La corporeidad y la intersubjetividad en Gabriel Marcel". A continuación ingreso en la Pontificia Universidad Antonianum donde realizó los estudios de teología entre 1993 y 1997, graduándose con su tesis "El Espíritu Santo en el “De Trinitate” de Riccardo di San Vittore", que fue publicada en 2001.

## Vida religiosa
De 2002 a 2008 fue profesora extraordinaria en la Facultad de Teología trinitaria y pneumatológica y presidenta del Instituto Superior de Ciencias Religiosas “Redemptor Hominis”, manteniéndose como parte de la planta docente hasta ser elegida en 2011 como decana de la Facultad de Teología. Ostentó el cargo decanal hasta su nombramiento como rectora de la misma universidad en 2014. Asumió sus labores el 22 de octubre de 2014 y hasta el 2017. También es presidenta de la Sociedad Italiana para la Investigación Teológica (SIRT) y ha escrito diversos artículos y ensayos publicados en volúmenes colectivos y revistas católicas y de temas religiosos. Además, desde 2016 forma parte del grupo de teólogos (6 mujeres y 6 hombres) que estudian en una comisión creada por el papa Francisco el papel de las diaconisas en la Iglesia primitiva.
A pesar de ser la primera, no es la única rectora de una universidad pontificia, pues en 2015 la catedrática Myriam Cortés Diéguez fue elegida para este cargo en la Universidad Pontificia de Salamanca.